# Donald Dunn
Donald „Duck” Dunn (ur. 24 listopada 1941 w Memphis, Tennessee, zm. 13 maja 2012 w Tokio) – amerykański basista, członek grupy Booker T. and the M.G.’s, wieloletni muzyk sesyjny, współpracujący w latach 60. z wytwórnią Stax (wraz z zespołem Booker T and the MG’s, który pełnił w Stax funkcję tzw. house bandu). Autor lub współautor licznych klasyków soulowych. Współpracował z wieloma wykonawcami, takimi jak: Otis Redding, Sam and Dave, Albert King, Muddy Waters, Neil Young i inni.
W 1980 roku wystąpił w filmie Blues Brothers (muzyk z fajką), a w 1998 w jego sequelu Blues Brothers 2000. Używał głównie basów Fender Precision Bass, choć ostatnio grał na instrumentach z chicagowskiej manufaktury Lakland sygnowanych jego nazwiskiem.
Styl gry Ducka (przezwisko zawdzięcza filmom o Kaczorze Donaldzie) nie cechował się nadmierną wirtuozerią, był jednak bardzo charakterystyczny, przy czym basista ten był w zasadzie muzykiem uniwersalnym (co wystarczająco udowadniają dwie części filmu Blues Brothers). Wywarł on wpływ na mnóstwo basistów grających bluesa, rhythm and bluesa, soul, funk itd. Jego linie basowe pomimo względnej prostoty bogate są w różne zaskakujące niekiedy rozwiązania.
Dunn mieszkał na Florydzie, pędząc spokojne życie emeryta i bawiąc się z wnukami. Pozostawał on jednak cały czas aktywnym muzykiem grając głównie z Booker T and the MG’s i innymi legendami muzyki.